# Nelson Lagoon (Alasca)
Nelson Lagoon é uma Região censo-designada localizada no estado americano de Alasca, no distrito de Aleutians East.

## Demografia
Segundo o censo americano de 2000, a sua população era de 83 habitantes.

## Geografia
De acordo com o United States Census Bureau, a localidade tem uma área de 509,3 km², dos quais 350,3 km² cobertos por terra e 159,0 km² cobertos por água.

## Localidades na vizinhança
O diagrama seguinte representa as localidades num raio de 128 km ao redor de Nelson Lagoon.